# 자파스 올림픽
자파스 올림픽(그리스어: Ζάππειες Ολυμπιάδες),(당시엔 간단하게 올림픽(그리스어: Ολύμπια), Olympia이라고 함)은 그리스의 에방겔리스 자파스의 후원하에 그리스의 아테네에서 1859년, 1870년, 1875년에 열린 대회이다. 이 경기는 근대에 들어와서 고대 올림픽을 처음으로 부흥시킨 경기였다. 이 경기의 성공은 근대에 올림픽을 부흥시키는 데에 결정적인 역할을 했으며 잉글랜드에서는 윌리엄 페니 브룩스가 열망을 드러내게 했으며(그는 웬록 올림픽을 구성했으며 첫 근대 올림픽을 구성하는 데에도 많은 역할을 했다.) 궁극적으로는 피에르 드 쿠베르탱이 있는 IOC의 주도하에 1896년에 정규 올림픽이 열리게 되었다.
이 경기의 진행에 있어서 자파스의 공헌은 중대한 것이었다. 그가 선도해서 경기를 열었을 뿐만 아니라 경기에 필요한 장소를 마련하기 위한 비용을 마련하기도 했다. 대표적인 예로 각장 중요한 것인 경기장을 준설했으며 그 중에는 파나티나이코 경기장의 재건도 포함되었다. 이 경기장에서는 1870년과 1875년 자파스 올림픽이 열렸으며 1896년에는 첫 근대 올림픽과 1906년 중간 올림픽을 개최했다. 또한 2004년 하계 올림픽 때는 양궁과 마라톤의 결승점으로 이용되었다.

## 역사

### 배경

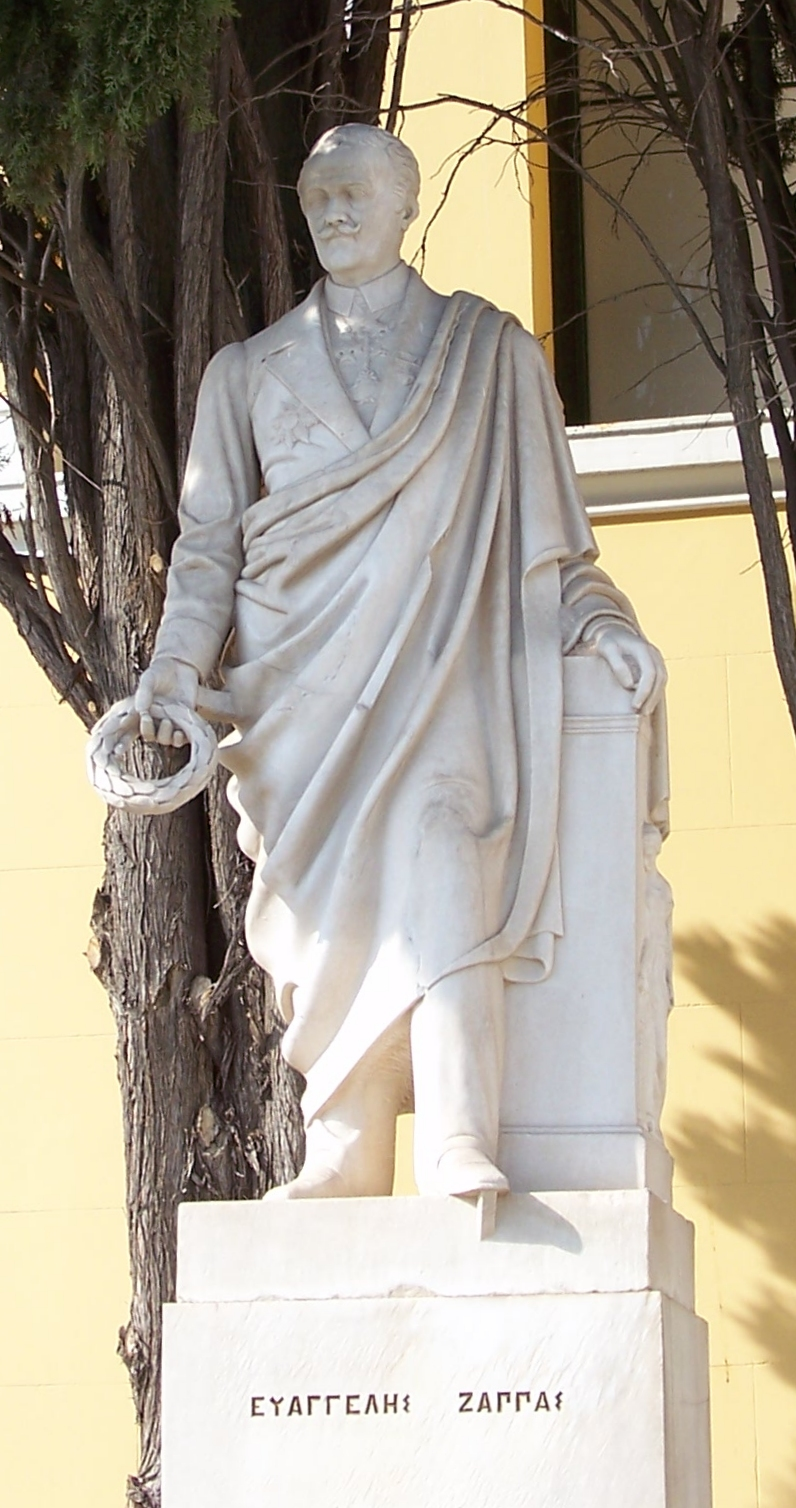
대회를 후원한 에방겔리스 자파스의 동상. 자파스의 머리는 이 동상 아래에 묻혔다.

19세기에 낭만주의의 영향으로 고대 올림픽을 재건하자는 움직임이 산발적으로 일어났다. 1833년에 그리스의 음유시인인 파나요티스 수초스가 자신의 시 '망자의 대화'에서 올림픽을 고대 그리스 전통의 상징으로써 사용했다. 얼마 안있어서 그는 새로 수립한 그리스 정부에 올림픽의 재건을 분명히 요청했으며 1835년에는 그리스 정부에 그 영향력을 담은 문서를 보내기도 했다. 그의 제안을 오톤 국왕이 승인했고 수초스가 다음 해까지 지속적인 캠페인 활동을 했으나 아무것도 진행되지 않았다.
아직 낭만주의가 사그라들지 않던 1852년에 독일의 고고학자인 에른스트 쿠르티우스도 올림픽이 재건되어야 한다고 말했다. 루마니아에서 그리스 교포 회원이자 성공적인 사업가였던 에방겔리스 자파스는 이러한 행위를 선도했으며 그의 노력과 재원을 통해서 이 고대 전통을 재건하기로 결심했다. 1856년 초에 자파스는 외교적 채널을 통해서 그리스의 국왕 오톤에게 편지를 보냈으며 이 편지에는 올림픽의 재건을 위한 총체적인 프로젝트의 기금 지원, 승자들에게 상금 제공을 위한 지원등이 담겨있었다. 그러나 곧 벽에 부딪치고 말았다. 당시의 그리스 정치가들 사이에서는 체육 경기는 고대로 퇴보하는 것이라는 믿음이 널리 퍼져있었다. 독창적이게도 그리스의 외교부 장관이자 아테네의 반(反)-체육 압력단체의 수장이었던 알렉산드로스 랑가비스는 체육 대회를 여는 대신에 산업적인 박람회를 열 것을 제의했다.:
| “ | 나는 자파스의 [...] 번쩍이는 아이디어를 칭찬하고 싶다; 허나 그에게 우리는 이미 구시대에 살고 있지 않다고도 얘기해주고 싶다. 오늘날에도 국가는 구분되지 않으며 최고의 선수를 가지고 있더라도 챔피언은 산업, 수공예, 생산품이다. 나는 그에게 [...] 산업 올림픽(Industrial Olympic Games)을 창설할 것을 제의한다. | ” |

몇 달 동안은 그리스 정부로부터 공식적인 답변이 있지 않았다. 1856년 7월에 파나요티스 수초스가 그리스 언론에 한 기사를 썼는데 이 기사로 인해 자파스는 대중에게 널리 알려졌으며 이 경기의 일련에 대한 도화선이 되었다. 마침내 오톤은 4년 주기로 경기를 열 돼 산업과 생산 박람회가 개최될 즘에 열며 자파스가 완전한 후원을 한다는 조건하에 승낙했다. 결과적으로 자파스는 올림픽 신탁 자금을 만들기 위해 그리스 정부에게 필수적인 자금 지원을 공급받았다.

### 1859년 올림픽

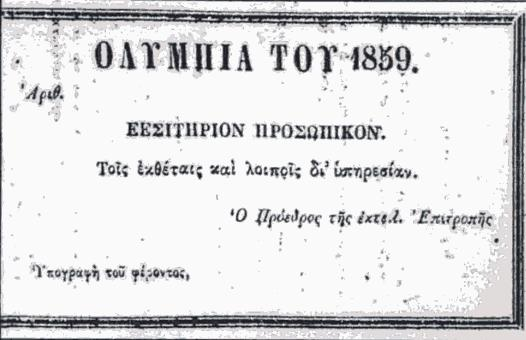
1859년에 열린 첫 자파스 올림픽의 티켓

1859년 11월 15일에 올림픽의 부흥이 아테네에서 일어났다. 파나티나이코 경기장은 보수 중이어서 이 경기장에서는 경기가 열리지 않았으며 아테네의 루트비히 1세의 광장에서 열렸다. 비록 현재의 관례로 첫 올림픽이라는 수식어가 붙을 수 있었지만 국제적인 축제와는 거리가 멀었다. 뚜렷히 국가적인 색채가 들어났으며 참가자들은 그리스 민족으로만 제한되어서 그리스 본토에서 참가한 선수도 있었으며 오토만 제국에서 참가한 그리스 선수도 있었다. 선수들은 다양한 종목의 경기를 했으며 고대 올림픽의 종목과 유사했다. 종목으로는 달리기, 원반 던지기, 창 던지기, 레슬링, 뛰기, 막대 오르기 등이 있었다.
관중들 중에는 왕, 공무원, 여타 고위관료들도 있었으며 아테네 시민의 절반 가량이 경기장을 메웠다. 이 경기가 아테네 시 근대 역사 상 처음으로 대중들이 모인 것이어서 이러한 경기를 효과적으로 치르기 위한 경험이 누구(경찰, 시민 등)에게도 없었다. 당시의 언론들은 이 경기를 긍정적으로 평가했지만 뒷좌석에 있어서 아무것도 보지 못하거나 이것이 무엇을 위한 대회인지 모른 수천의 아테네 시민에게는 실망을 표하기도 했다. 경기 장소 또한 경기를 치르는 데 부적합했으며 날씨도 매우 추웠다. 게다가 '경기'가 스포츠보다는 게임에 가깝게 진행되었다. 그 당시에는 '선수'라는 개념이 존재하지 않아서 조직위원회는 상금에 눈이 먼 노동자, 짐꾼과 같은 사람들의 참가도 허용했기 때문이다. 당시 언론에 따르면 경기 중에 웃긴 사고들이 발생하곤 했다고 했다. 예를 들어서 관중들을 지켜보라는 명령을 받은 경찰은 그의 본분을 까먹고 경기에 참가했다. 심지어 장님으로 위장한 거지도 경기에 참가했다.

### 1870년 올림픽

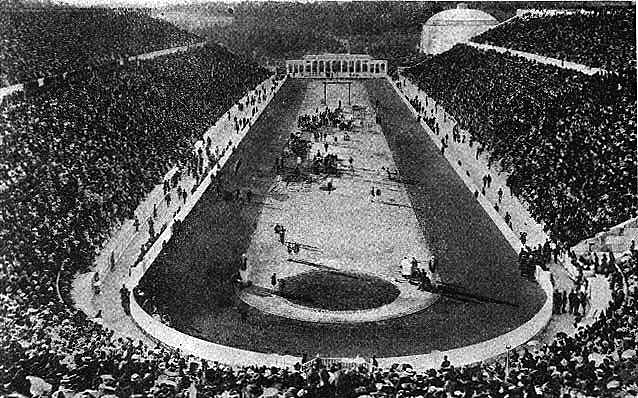
1906년에 열린 중간 올림픽 때 파노라마 구도로 찍은 파나티나이코 경기장

에방겔리스 자파스는 나중의 올림픽을 후원하고 재건하고자 했으나 1865년에 사망했다. 그러나 그는 엄청난 재산을 남겼으며 이 돈으로 4년마다 하는 올림픽을 위해 그리스 시에 있는 기구들을 재건설 할 수 있었다. 1869년 7월에 1870년 올림픽의 일정이 공개되었으며 이어서 구성 계획과 정식 종목이 공표되었다. 위원회는 참가 선수에게 경기 시작 세 달전부터 연습을 위해 돈을 주기도했다. 연습은 파나티나이코 경기장에서 했으며 전보다 깨끗해졌으며 시설도 좋아졌다.
1870년 경기는 파나티나이코 경기장에서 열렸으며 재건축되었으며 당시로서는 큰 수인 30,000명의 관중을 수용하기 위해 새 나무의자를 설치했다. 이번 대회는 저번 대회보다 구성이 짜임새가 있었으며 선수들도 운동복과 샌달을 입어서 통일성을 더했다. 11월 1일에 경기가 공식적으로 개최되었으나 날씨가 안 좋아서 11월 15일로 연기되었으며 해상 경기, 승마 경기, 사격 경기가 취소되었다. 그리스에서 참가한 선수도 있었으며 오토만 제국과 크레타(오토만 제국의 영토에 있던 반독립 지역)에서 온 그리스계 선수도 있었다. 약 20,000~25,000명의 관중이 예선을 통과한 31명의 선수들이 경기하는 모습을 지켜보았다. 경기가 시작되기 전에 선수들은 페어플레이를 한다는 선서를 했다. 이 경기에서는 예술 경기도 치렀다.
1870년 대회의 우승자는 상금을 받았으며 대회에서 첫 번째와 두 번째, 세 번째로 우승한 자들은 올리브 화환, 올리브와 월계수의 작은 가지를 받았다. 올림픽 찬가를 연주하는 전용 밴드도 있었다. 심판들은 그리스 대학교의 교수진이었으며 우승자를 알리는 전령도 있었다. 요르요스 1세는 음악소리에 맞춰서 선수들에게 상을 주었다.
1870년 대회는 큰 성공을 거두었으며 언론들도 훌륭한 구성과 경기의 성취에 있어서 큰 성과를 가져왔다는 기사를 썼다.

### 1875년 올림픽
1875년 올림픽에 대한 계획은 1871년부터 시작되었으며 1873년에는 자피온 설립 위원회가 만들어졌다. 세 번째 올림픽은 시민 체육관의 총괄 지휘자인 이오아니스 포키아노스(Ioannis Fokianos)가 구성했다. 포키아노스는 체조의 이상이 위에서부터, 즉 교육받고 '문화적인' 상류층들로부터 퍼질 것이라고 강하게 믿었다. 이러한 이유로 인해 그는 대학생을 제외한 모든 참가자들의 참가를 제한했다. 경기에 참가한 모든 학생들은 아테네의 시민 체육관에서 포키아노스가 도입한 일련의 체조 운동과 독일에서 들여온 체조 시스템으로 훈련을 했다.
선수들의 복장은 인상깊었다. 흰 색 바지(트라우저)와 흰 셔츠를 입었으며(긴 파랑 줄로 둘러쌓임) 이 중 흰 셔츠는 1896년까지 체조 경기의 공식 유니폼이었다.
이 대회에는 1,200명의 그리스인과 72명의 외국인이 오며 '가장 큰 그리스'를 보여주었다. 그리스 왕가는 참석하지 않았다. 엄청나게 모인 관중들을 수용할 공간이 없어서 결국 경기장은 발 디딜 틈도 없게 되었다. 불만이 누적되면서 포키아노스는 선수들을 매우 잘 훈련 시킨 것등의 훌륭한 업적에도 불구하고 책임을 지기로 결정했다. 언론은 조직이 결여화 된 것과 노동자 계층의 사람들이 참가하지 못하도록 한 것에 대해 엄청난 비판을 가했다. 포키아노스는 몹시 속이 상해서 올림픽 조직위원회 총위원장의 자리에서 물러났다. 그러나 올림픽 예술 경기는 큰 성공을 거두었고 그것을 입증했다. 25명의 작곡가가 음악 종목에서 이겼으며 25명의 조각가와 화가도 영광을 안았다.

### 1888년 ~ 1889년 올림픽

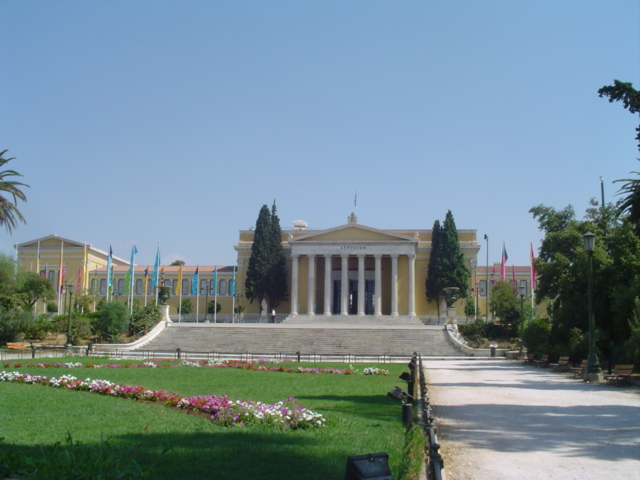
파나티나이코 경기장에서 조금만 걸어가면 있는 자피온의 정면

그리스 정부와 자파스의 친인척들이 자파스의 유산을 어떻게 쓰는지에 대해 오랫동안 논쟁을 벌인 후에 콘스탄티노스 자파스는 자파스의 목표를 실시하겠다고 보장했다. 그리스 정부는 자파스의 돈을 중앙 체육관 김나스테리온(Gymnasterion)을 짓는데 썼으며(1878년) 자피온에 대한 공사를 1873년부터 시작했으나 자주 중단되었다. 자피온은 1888년 10월 20일에 공식적으로 문을 열었다. 1875년부터는 포키아노스가 경기 종목을 책임지고 있었으며(그러나 과거의 올림픽 위원회보다 독립적으로 일했다.) 1889년 4월 30일까지 연기했다. 이번 올림픽은 1859년, 1870년, 1875년 자파스 올림픽 위원회로 조직되지 않았으며 포키아노스가 혼자 모든 일을 처리했다. 30명의 선수가 원반 던지기, 멀리 뛰기(도랑 사이를), 역도, 돛대 오르기, 로프 등반등등에 참가했다. 모든 선수들은 똑같은 옷을 입었다.
1890년에 콘스탄티노스와 외무부 장관인 스테파노스 드라구미스는 올림픽이 복원될 것이며 1888년부터 4년주기로 열린다는 왕궁 포고령을 내렸다. 다음 올림픽은 공식적으로는 1892년에 열릴 예정이었으나 그리스 정부가 돈이 없다고 해서 열리지 않았다. 파나티나이코 경기장은 1896년에 열릴 대회의 경기장으로 사용될 것이며 IOC의 보호 하에 있었다.

### 올림픽의 재건에 미친 결과와 영향
영국의 내과의인 윌리엄 페니 브룩스는 이 스포츠 운동(Sports movement)를 영국으로도 가져와서 웬록 올림픽을 만들었다. 브룩스 박사는 그의 지역 경기를 더욱 올림픽 같아보이게 하기 위해서 1859년 자파스 올림픽에서 했던 몇몇 경기를 웬록 올림픽 경기로도 했다. 웬록 올림픽에서 처음으로 영광의 자리에 오른 선수는 스미르니오트 페트로스 벨리사리우(Smyrniot Petros Velissariou)로 1859년 아테네 대회에 육상 종목에 출전해서 브룩스 박사가 기부한 상을 받은 선수이다. 브룩스 박사는 그의 '국가' 올림픽과는 구분짓고 아테네에서 전 세계적인 올림픽을 열자고 제안한 첫 번째 사람이기도 하다. 그가 그리스 정부에 지속적인 요청을 했지만 그의 제안은 무시되었다. 하지만 브룩스 박사가 웬록 올림픽에 썼던 많은 아이디어들은 결과적으로 바론 드 쿠베르탱이 수용했으며 그는 1890년에 웬록을 방문하기도 했다.
자파스의 올림픽의 재건에 대한 노력은 브룩스와 쿠베르탱에게도 이어졌으며 그 결과는 명백했다. 게다가 그의 돈으로 재건된 파나티나이코 경기장은 1896년, 1906년, 2004년에 IOC에서 주관하는 올림픽을 개최했다. 또한 자피온은 1896년에 펜싱 경기장으로 이용되었으며 1906년에 첫 올림픽 선수촌(헝가리 국가대표팀)으로 이용되었으며 2004년 하계 올림픽 때는 미디어 센터로 이용되었다.

## 참고 문헌
- Brownell, Susan (2008). 《The 1904 Anthropology Days and Olympic Games: Sport, Race, and American Imperialism》. Nebraska Press. ISBN 0803210981.
- Findling John E. , Pelle Kimberly D. (2004). 《Encyclopedia of the modern Olympic movement》. Greenwood Publishing Group. ISBN 9780313322785.
- Gerlach, Larry R. (2004). 《The Winter Olympics: From Chamonix to Salt Lake》. University of Utah Press. ISBN 0874807786.
- Hill, Christopher R. (1992). 《Olympic Politics》. Manchester University Press ND. ISBN 0719037921.
- Landry, Fernand – Landry, Marc – Yerlès, Magdeleine (1991). 《Sport: The Third Millennium : International Symposium》. Presses Université Laval. ISBN 2763772676.
- Matthews, George R. (1904). 《America's First Olympics: The St. Louis Games of 1904》. University of Missouri Press. ISBN 0826215882.
- Young, David C. (1996). 《The Modern Olympics - A Struggle for Revival》. Johns Hopkins University Press. ISBN 0-8018-5374-5.
- Young, David C. (2004). 《A Brief History of the Olympic Games》. Blackwell Publishing. ISBN 1-4051-1130-5.